# Pisarstwo naukowe
Pisarstwo naukowe obejmuje całokształt zagadnień związanych z tworzeniem publikacji naukowych.
Badania naukowe i pisanie dzieła naukowego to różne i dające się łatwo oddzielić elementy  działalności naukowej. Zdarza się, że badania naukowe i pisanie dzieła naukowego odbywają się równolegle. Czasem także dopiero w trakcie pisania dzieła pojawiają się właściwe interpretacje niektórych faktów, istotne konsekwencje odkryć, powiązania problemu badań z innymi zagadnieniami. Pisanie pracy staje się wtedy procesem twórczym, zmierzającym do definitywnego opracowania wyników badania.

## Cele pisarstwa naukowego
Niezwykle ważne jest, by wyniki badań naukowych zostały wyrażone pisemnie, przekazane innym do oceny, do dalszych badań, a czasem także i do zastosowań praktycznych. 
Chodzi przede wszystkim o to, by specjaliści w danej dziedzinie wiedzy mieli możliwość korzystania z prac naukowych do dalszych badań; do nich przede wszystkim są skierowane publikacje naukowe, napisane z zastosowaniem terminologii naukowej, nie zawsze zrozumiałe dla szerokiego kręgu odbiorców. Nauka jest budowana na twórczym rozwinięciu dotychczasowych osiągnięć.
Drugim celem pisarstwa naukowego jest upowszechnienie wiedzy, przez kierowanie prac naukowych także do szerszego kręgu odbiorców i tym samym popularyzację odkryć i teorii naukowych.

## Styl pisarstwa naukowego
Styl pisarstwa naukowego albo styl naukowy ma służyć łatwemu przyswojeniu sobie treści tekstu naukowego. Cechuje się zdaniami względnie krótkimi i o prostej składni, stosowaniem konkretnych przykładów na poparcie abstrakcyjnych twierdzeń, objaśnianiem nowych wyrażeń.

## Zasady pisarstwa naukowego
Praca naukowa powinna być pisana poprawnie metodologicznie i z użyciem odpowiedniego nazewnictwa, ale też poprawnie z punktu widzenia logiki, gramatyki i stylistyki. Wyłaniają się następujące zasady pisarstwa naukowego: ważne są ścisłość i dostateczne uzasadnienie twierdzeń, jasność wywodów, oszczędność w szafowaniu słowem; praca ma być odpowiednio ułożona; a przede wszystkim – ma być rzetelna.
- Ścisłość naukowa wyraża się w niesprzeczności twierdzeń, tożsamości znaczenia pojęć i jasnego ich precyzowania. Pojęcia nie mogą być wieloznaczne, niedostatecznie zdefiniowane lub niejasno objaśnione; szczególnie te istotne dla danej pracy. Dokładność naukowa wyraża się natomiast w ścisłości pomiarów i prezentowania ich wyników, a także innych danych liczbowych, w tym lat.

- Zasada wystarczającego uzasadnienia twierdzeń naukowych prowadzi do tego, by nie podawać twierdzeń z uzasadnieniem niewyraźnym, pozornym, a już zwłaszcza bez żadnego uzasadnienia. Jeśli nie jest to do końca możliwe – co jest częste w naukach społecznych – to dobrze by było, by autor zaznaczył swój dystans lub swoje wątpliwości do twierdzeń nieuzasadnionych, lub uzasadnionych w sposób niewystarczający. Twierdzeń takich w pracy naukowej powinno być jak najmniej.

- Oszczędność słowa oznacza postulat wprowadzenia tylu tylko słów do pisarskiego ujęcia badań, ile ich potrzeba ze względów metodologicznych i logicznych oraz z uwagi na poziom przygotowania czytelnika pracy. Czasem jednak konieczne jest odejście od realizacji tego postulatu, by sformułować tę samą myśl w różny sposób dla jej lepszego objaśnienia, by podać dostateczną liczbę przykładów.

- Jasność wywodu to przede wszystkim przystępność stylu – używanie słów, zwrotów językowych i konstrukcji składniowych zrozumiałych dla odbiorcy bez zbytniego trudu. Dla pracy naukowej ważna jest przede wszystkim jasność zawartego w niej wywodu dla kręgu specjalistów w danej dziedzinie; dobrze by była także możliwie jasna dla innych uczonych[3].

- Obiektywizm naukowy – jako cecha nauki i jako zasada pisarstwa naukowego – polega na takim prowadzeniu badań i pisarskim opracowaniu wyników, gdzie jedyną tendencją jest pragnienie poznania prawdy. Brak obiektywizmu naukowego to przede wszystkim tendencyjne traktowanie danego zagadnienia i przetykanie wywodów naukowych sprawami osobistymi. W tym pierwszym przypadku nie przedstawia się faktycznego stanu rzeczy, a stara się wykazać prawdę jakiejś tezy odpowiadającej pewnym interesom, naginając czy wręcz fałszując wyniki badań, podając tylko niektóre fakty.

## Rodzaje pisarstwa naukowego
Czasopisma naukowe to publikacje naukowe wydawane okresowo, w jednakowym układzie wewnętrznym i formacie. Odgrywają istotną rolę w rozwoju nauki. Na treść artykułów naukowych ukazujących się w nich składają się przede wszystkim aktualne wyniki badań naukowych. 
Do czasopism podobne są zeszyty naukowe, roczniki, pamiętniki ze zjazdów naukowych. Są podobne pod względem redakcyjnym, ale różnią się nieperiodycznością lub jednorazowością wydania.
Podręczniki akademickie są możliwie aktualnymi syntezami wiedzy z danej dziedziny nauki, potrzebnymi i użytecznymi zarówno ze względu na pracę naukową, jak i na nauczanie. Służą do nauczania w szkołach wyższych. 
Skrypty naukowe są tymczasowymi syntezami czy uzupełnieniami wykładów, nieco bardziej aktualnymi od podręczników. Stopniowo mogą przekształcić się w podręczniki.
Proces przekazywania zdobywanej na bieżąco lub względnie nowej wiedzy naukowej obejmuje także przygotowywanie książek naukowych. Są to publikacje stanowiące podsumowanie – częściowe lub syntetyczne – pewnych prac naukowo-badawczych danego autora. Są niejako ukoronowaniem procesu przekazywania wyników badań: 
- uczony najpierw informuje na bieżąco o swej pracy przełożonego i współpracowników,
- później szersze grono na konferencjach naukowych,
- ogłasza drukiem sprawozdanie bieżące,
- publikuje artykuł w czasopiśmie naukowym,
- a wreszcie – książkę, w której przedstawia całość danego przedsięwzięcia badawczego.